# 재판은 끝나다
《재판은 끝나다》(프랑스어: Justice est faite, 영어: Justice Is Done)는 앙드레 카야트 감독의 프랑스의 1950년 흑백 드라마 영화이다. 클로드 노리에 등이 주연으로 출연하였다. 베네치아 국제 영화제에서 황금사자상을 받았다.
배심 제재판은 좋으냐 나쁘냐, 안락사를 시키는 것은 죄냐 아니냐 라는 2개의 문제를 카야트가 제출한다. 이에 대해 그 자신은 의견을 말하지 않으나 배심제에는 부정적이며 안락사에는 동정적인 심경으로 기울고 있다. 이 문제도 매우 흥미가 있지만 7인의 배심원의 개인적 사정이라든가 환경의 묘출(描出)방법이 예사로운 카야트 영화처럼 관념적으로 흐르지 않고 인간미가 넘쳐 있으므로 혹은 유죄로 하고 혹은 무죄로 하는 배심원의 심경이 약동하고 있다.

## 줄거리
죽음에 직면하여 암 때문에 고생하는 애인을 안락사시킨 에르자(노리에)는 살인혐의로 중죄재판소에서 재판을 받게 된다. 재판장은 7명의 배심원에게 평결(評決)을 맡긴다. 아내의 바람기에 고민하는 농부는 유죄표(有罪票), 약혼하여 좋은 기분에 잠긴 사환은 무죄, 딸의 연애에 신경을 쓰고 있는 퇴역군인은 유죄, 신앙심이 돈독한 인쇄업자는 유죄, 여자 미술상인은 독신의 적적함을 에르자의 제2의 애인으로부터 받은 달콤한 사랑으로 달래고서 무죄, 여자 미술상인을 좋아하는 장사아치도 무죄, 난봉꾼인 말(馬)주인은 유죄표로서, 4대3의 유죄가 되어 에르자는 5년의 징역형 선고를 받는다.